# カロジーノ
カロジーノ（イタリア語: Carosino）は、イタリア共和国プッリャ州ターラント県にある、人口約7,000人の基礎自治体（コムーネ）。

## 地理

### 位置・広がり
カロジーノの街はターラント県東部に位置し、県都ターラントの東約13km、ブリンディジの西南西約49km、レッチェの西北西約66km、州都バーリの南東約85kmに位置する。

#### 隣接コムーネ
隣接するコムーネは以下の通り。
- グロッターリエ - 北東
- ターラント（飛地） - 東
- モンテパラーノ - 南東
- サン・ジョルジョ・イオーニコ - 西
- モンテイアージ - 北西